# کتایون
کتایون بنا بر شاهنامه فردوسی و مجمل التواریخ و القصص همسر گشتاسپ، از پادشاهان نامدار کیانی و مادر اسفندیار، فرشیدورد و پشوتن  بوده‌است که نام دیگرش را ناهید گفته‌اند.
کتایون دختر قیصر روم بوده‌است:
| چو بشنید قیصر بر آن برنهاد |  | که دخت گرامی به گشتاسپ داد |

بنا بر شاهنامه فردوسی نام اصلی کتایون ناهید بود، که پدر او را به نام کتایون می‌خواند:
| پس از دختر نامور قیصرا      |  | که ناهید بُد نام آن دخترا    |
| کتایونش خواندی گرانمایه شاه |  | دو فرزندش آمد چو تابنده ماه |

## کتایون در شاهنامه
وقتی که کتایون به سن بلوغ رسید پدرش قیصر روم جماعتی از بزرگان و پهلوانان را از اطراف و اکناف در کاخ خویش جمع کرد تا شوهری شایسته برای دخترش برگزیند. کتایون یک به یک از پهلوانان سان دید امّا قبلاً خواب مردی بالا اختر که موجب مباهات کشور روم خواهد شد، دیده بود و اینک از میان حضار در جستجوی همان مرد بود. مردان انجمن نظر کتایون را جلب نکرد روز به پایان رسید امّا قیصر اعلان نمود همه مردان شایسته به قصر او بیایند تا کتایون یکی را شوی خود برگزیند. مرد دهقانی میزبان گشتاسپ در روم بود چون خبر قیصر را شنید، گشتاسپ را تشویق نمود تا در مجلس قیصر حضور یابد بلکه تاج و تخت مهی را کسب نماید.
| چو بشنید گشتاسپ با او برفت  |  | به ایوان قیصر خرامید تفت     |
| به بیغوله‌ای شد فرود از مهان |  | پر از درد بنشست خسته نهان    |
| برفتند بیدار دل بندگان      |  | کتایون و گل‌رخ پرستندگان      |
| همی گشت بر گرد ایوان خویش   |  | پسش بخردان و پرستار پیش      |
| چو از دور گشتاسپ را دید گفت |  | که آن خواب سر برکشید از نهفت |

## ریشه نام
کَتایون از نام‌های فارسی زنانه است.